# Friedrich-Wilhelm-Platz (metrostation)
Friedrich-Wilhelm-Platz is een station van de metro van Berlijn, gelegen onder het gelijknamige plein in het Berlijnse stadsdeel Friedenau. Het metrostation werd geopend op 29 januari 1971 en is onderdeel van lijn U9.
In augustus 1961, twee weken na de bouw van de Muur, vervoerde lijn G, de huidige U9, de eerste reizigers tussen de stations Leopoldplatz en Spichernstraße. Reeds een jaar later begonnen de werkzaamheden aan de eerste zuidelijke verlenging van de lijn, via de Bundesallee naar Friedenau en Steglitz, die na een bouwtijd van negen jaar in gebruik zou komen. De metrobouw in West-Berlijn kende in deze periode dankzij de vele subsidies van de bondsregering een ware bloei. Op 29 januari 1971 kreeg niet alleen lijn 9 er vijf stations bij, waaronder Friedrich-Wilhelm-Platz, maar werd ook lijn 7 naar het westen verlengd.
Tegelijkertijd met de bouw van de metrolijn werd de Friedrich-Wilhelm-Platz gereconstrueerd. De drukke Bundesallee, die de Friedrich-Wilhelm-Platz tot dan toe aan beide zijden passeerde, werd naar de oostzijde van het ovale plein verlegd. Het metrostation werd eveneens aan de oostzijde van het plein aangelegd, vlak naast de Zum Guten Hirten-kerk.
Zoals vrijwel alle Berlijnse metrostations uit deze periode werd Friedrich-Wilhelm-Platz, gebouwd tussen 1966 en 1970, ontworpen door Rainer Rümmler. De wanden kregen een bekleding van olijfgroene tegels, onderbroken door een horizontale witte band waarin de stationsnaam geschreven is. Het naburige station Bundesplatz had, totdat het in 2006 werd gerenoveerd, een vergelijkbare wandbekleding, zij het met een ander kleurenschema. Het dak van station Friedrich-Wilhelm-Platz wordt door een rij brede, grijs betegelde vierkante zuilen in twee zeer licht krommende gewelven verdeeld. Aan het dak aangebrachte rode dwarsbalken dragen de verlichtingselementen van het station, die overigens in hun huidige vorm pas uit de tachtiger jaren stammen.
Aan beide uiteinden van het eilandperron van station Friedrich-Wilhelm-Platz bevindt zich een tussenverdieping met uitgangen naar zowel de noord- als de zuidzijde van het bovenliggende plein. Het station is momenteel alleen via trappen en roltrappen te bereiken, maar uiteindelijk moeten alle Berlijnse metrostations van een lift voorzien zijn. Station Friedrich-Wilhelm-Platz heeft hierbij echter geen hoge prioriteit; volgens het tijdschema van de Berlijnse Senaat zal de inbouw van een lift pas na 2010 plaatsvinden.